# Bihari-legelő Természetvédelmi Terület

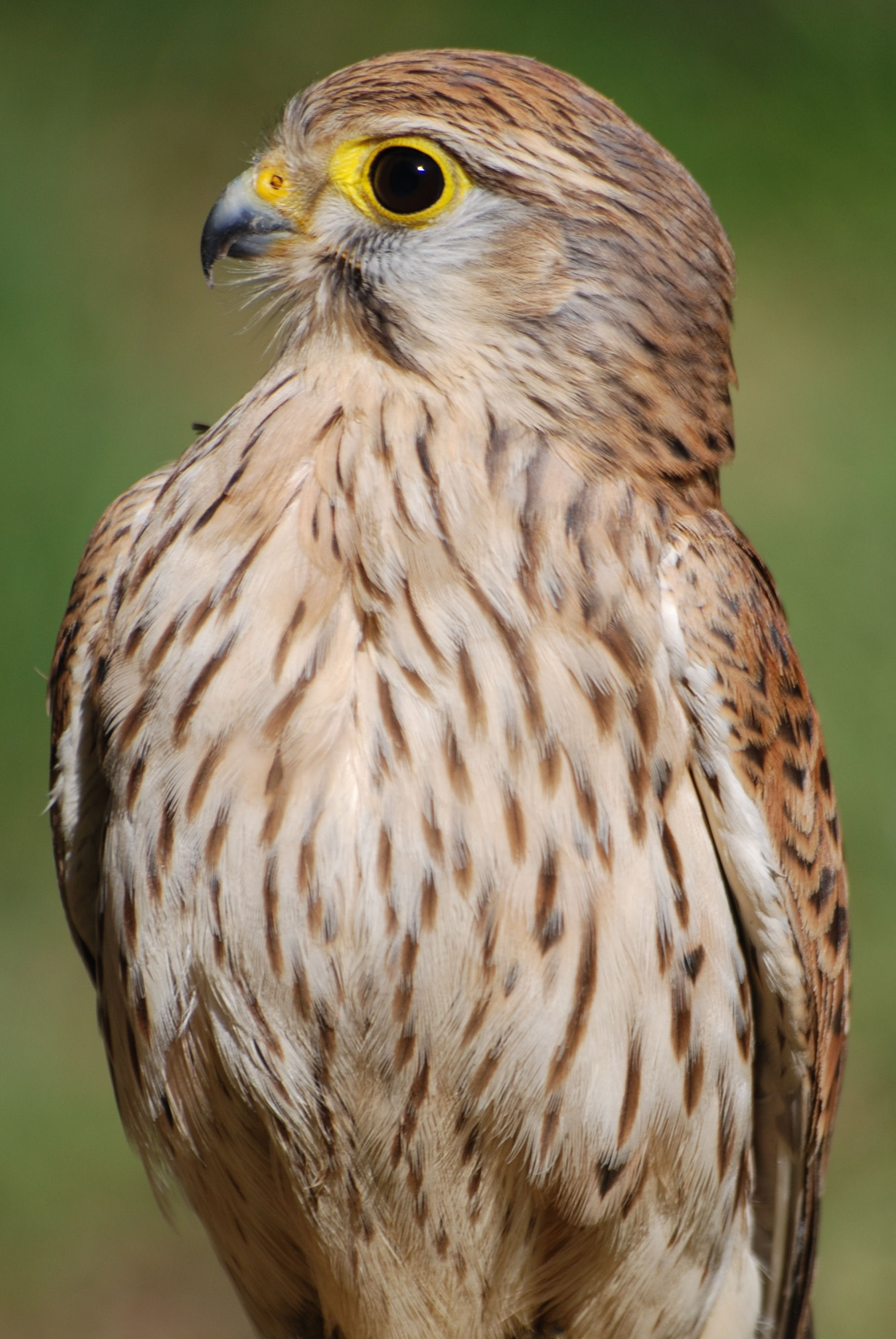
Vörös vércse

A Bihari-legelő Természetvédelmi Terület a Hortobágyi Nemzeti Park Igazgatóság területén található országos jelentőségű védett terület. 1986-ban jött létre, kiterjedése 779 hektár. A Bihari-síkon a természetvédelmi oltalom alatt álló területek (a tájvédelmi körzet, a természetvédelmi terület, az ex. lege védett szikes tavak) egy félmegyényi régió mozaikos elrendeződésű természeti értékeit hivatott megőrizni oly módon, hogy a jellegzetes bihari táj képe is fennmaradjon.

## A terület jellemzői

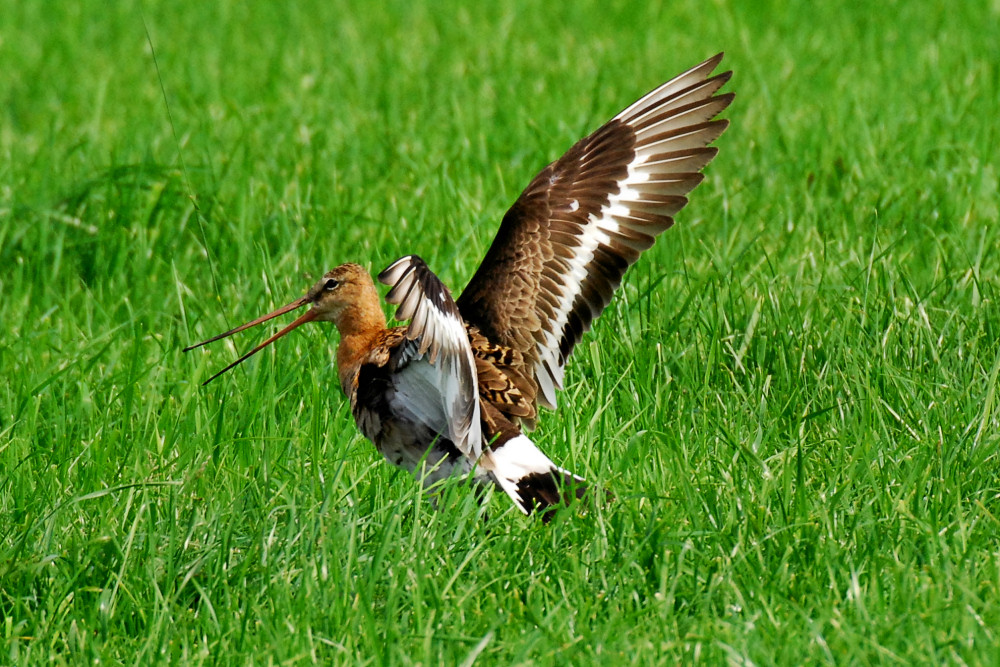
Nagy goda

A bihari táj jellegzetesen olyan terület, melynek értékét elsősorban nem az egyes védett fajok előfordulása adja meg, hanem sokkal inkább a táj és jellegzetes élőhelyeinek, növénytársulásainak változatossága, természetessége, egyedisége. Közülük kiemelkedő értékű a sziki erdőspuszta-rét, amely a dél-szibériai hűvös-kontinentális erdőssztyepp-társulások előhírnöke a Kárpát-medencében. A természetvédelmi oltalom alatt álló terület további fontos élőhelytípusai a löszpusztagyepek, a száraz és időszakosan túlnedvesedő kopár sziki élőhelyek, a sziki mocsárrétek és az ezeket tagoló csatornák. A löszgyepek kiemelkedő értéket képviselnek, hiszen összkiterjedésük jelentős, több tíz hektár. E területek a ritka védett rovarfajok tápnövényeinek biztosítanak élőhelyet.

## Növényvilága

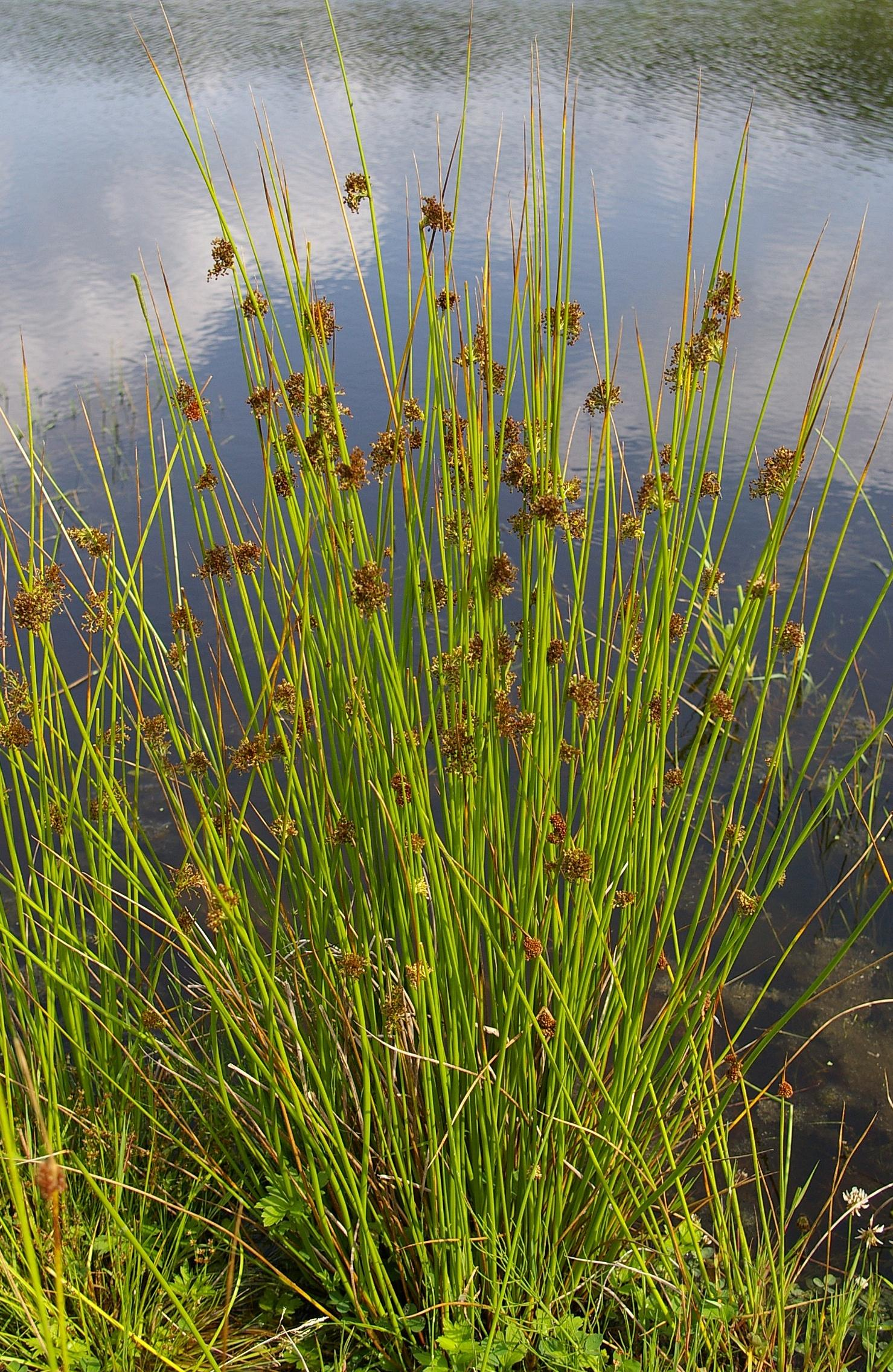
Csomós szittyó

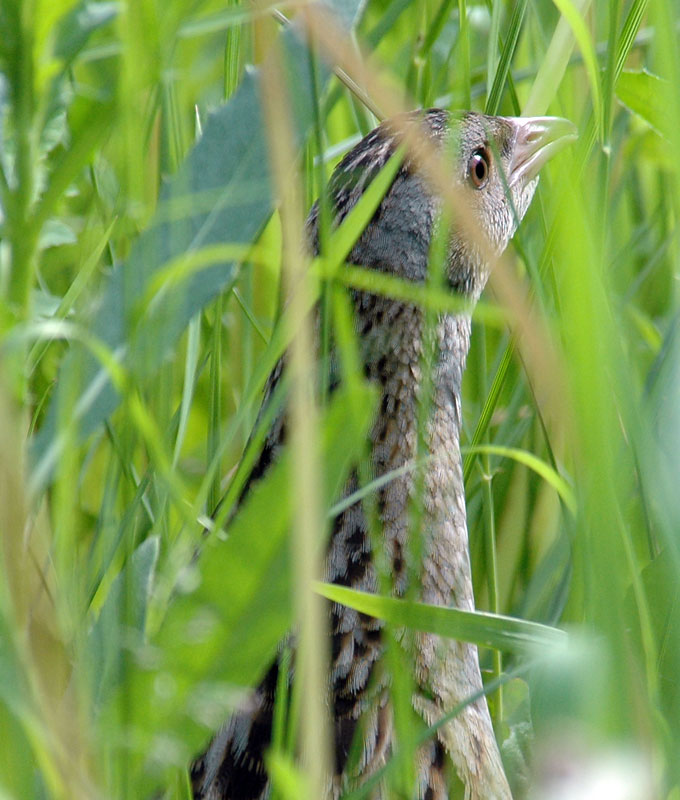
Haris

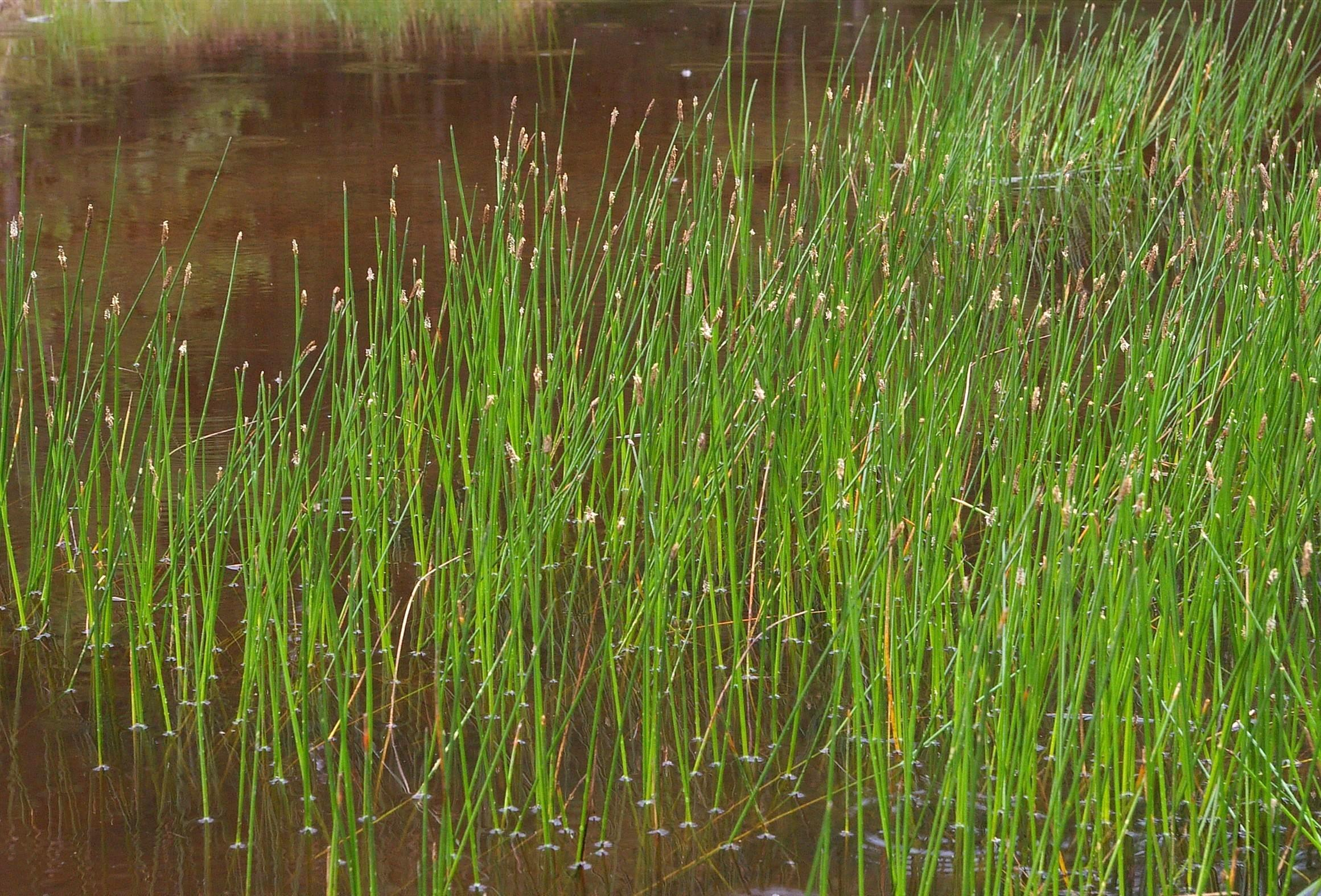
Csetkáka

A száraz és időszakosan túlnedvesedő kopár sziki élőhelyek a legkiterjedtebbek. Jelentős botanikai értékük a több ezer tőre tehető erdélyi útifű állomány. A sziki mocsárrétek kiterjedése kisebb, azonban növényzetük, azok fajösszetétele és a zsombékformációk miatt ezen mocsárrétek Alföld-szerte egyedülállóak. Noha hiányoznak a hernyópázsitos, zsiókás, sziki kásás társulások, helyettük a külső zónában a közönséges tarackbúza, a csetkáka, a mélyebb foltokon pedig a csomós szittyó, a vesszős füzény a réti füzény alkot nagy állományokat. A két füzényfaj ilyen tömegű együttes előfordulása ritka jelenség. A Berettyó, az Ölyvös-ér vagy a csatornák növényzete nem tartozik szorosan a terület jellemző élőhelyei közé. Megemlítésüket legelőszéli elhelyezkedésük és sajátos értékeik indokolják. A csatornákból előkerültek egyes mocsárrétekre jellemző, de máshol hiányzó, vagy majdnem hiányzó növényfajok. Ilyen a zsióka, a vízi harmatkása, valamint a púpos békalencse. Az Ölyvös-ér pedig az Alföld egyik legtermészetesebb állapotú kisvízfolyása.

## Állatvilága

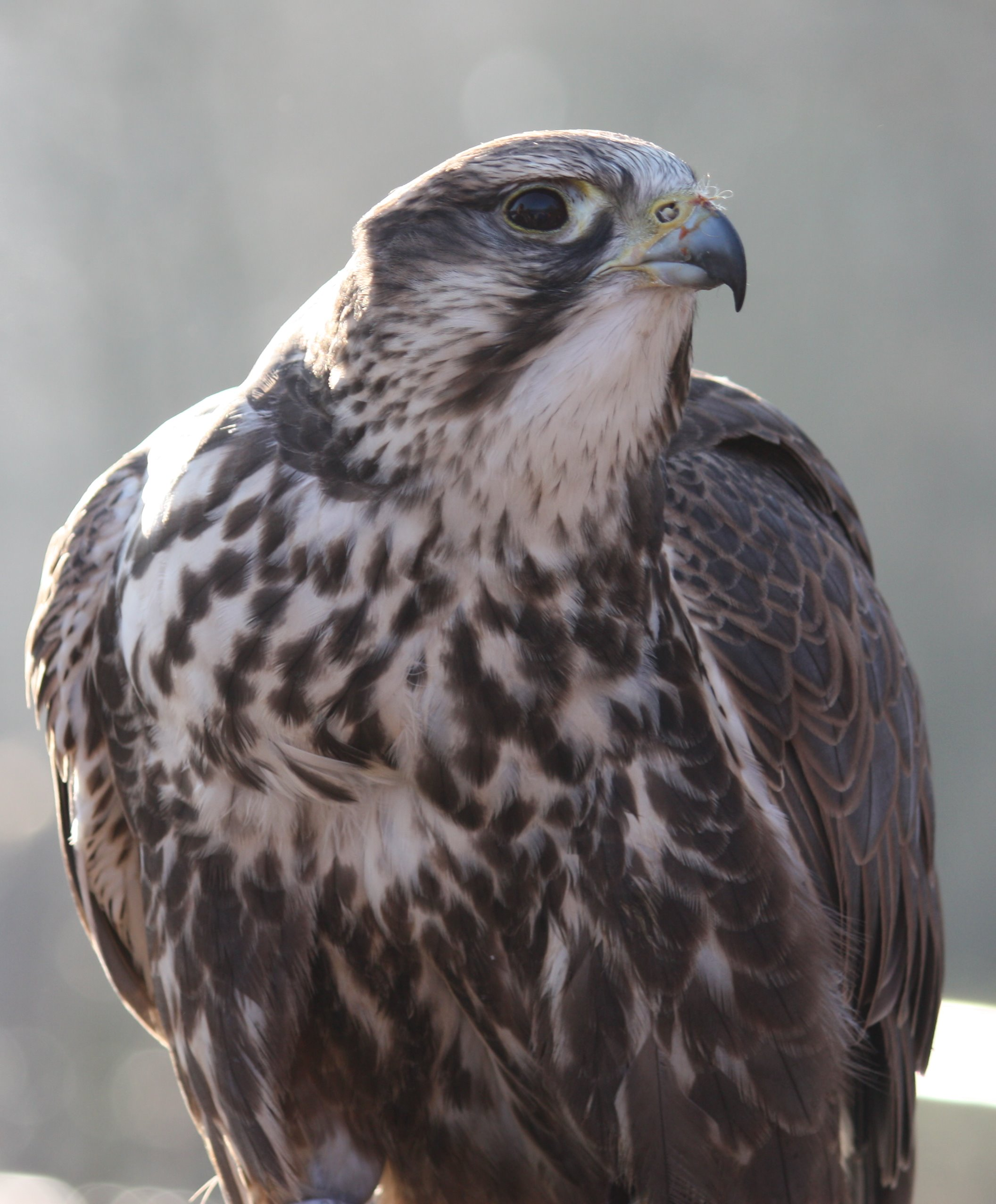
Kerecsensólyom

A terület kiemelkedő madárvilágáról híres. Elsőként kell megemlíteni a jelentős túzokállományt. Főként azért, mert a legfontosabb, mintegy 1000 ha-os területen a túzokok egész évben ott tartózkodnak, ott van a dürgőhelyük, fészkelőhelyük és telelőhelyük egyaránt. A költőfajok listáján továbbhaladva említeni szükséges az 1999-ben kihelyezett műfészekben megtelepedett pusztai ölyvet. A kiszáradó réteken költ néhány pár fürj és haris. A nagy goda a mocsárrétek költő faja, míg az ugartyúk és a réti fülesbagoly bizonyítottan csak egyes években fészkel. A szalakótáknak kihelyezett odút már az első évben birtokba vette fajunk, s egy pár fiókáit is sikeresen reptette. A romos félben lévő pásztorépítmények zugaiban költ a búbos banka és a hantmadár. A kopáros, rövidre legeltetett gyepek lakója a parlagi pityer. A területen hodályokban, pásztorszállások padlásain költ a kuvik. Noha a gyöngybagoly költését nem sikerült bizonyítani, az üresen álló, nem használt épületek rendszeres téli vendége. A nyárfák ágai közt bújnak meg a kis őrgébics fészkei, melynek állománya a régióban itt a legsűrűbb. A közelben költő kerecsensólyom a löszhátakon, helyenként nagy számban élő védett kisemlősökre, az ürgékre vadászik. A tavasszal, időszakosan vízállásossá váló területek a récék és a parti madarak fontos vonulóhelyei. Legkorábban a bíbicek csapatai érkeznek, majd a cankók közül szinte mindegyik faj megfordul a területen, még az oly ritka tavi cankó is. Szinte egész évben megfigyelhetők a vörös vércse vadászó példányai. Fészkelési időszakban találkozhatunk a kék vércsével, melynek őszi gyülekezésén akár több százra is rúg az állományuk. A közeli Bihari hegyek tiszta időben jól láthatók, olyannyira közeliek, hogy a költés végeztével az ott szaporodó békászó sasok ide járnak táplálkozni. Rendszeres téli vendég a gatyás ölyv, a kékes rétihéja, a nagy őrgébics és a fenyőrigók ezres csapatai is felbukkannak. Ritkább téli vendégek a hósármány, a sarkantyús sármány és a sárgacsőrű kenderike. Noha a vörös kánya ritka, ám előfordulása rendszeresnek mondható télen.
Az itt jól szaporodó ürgék pedig a vadmadarakat csábítják.